# Весільний лебес

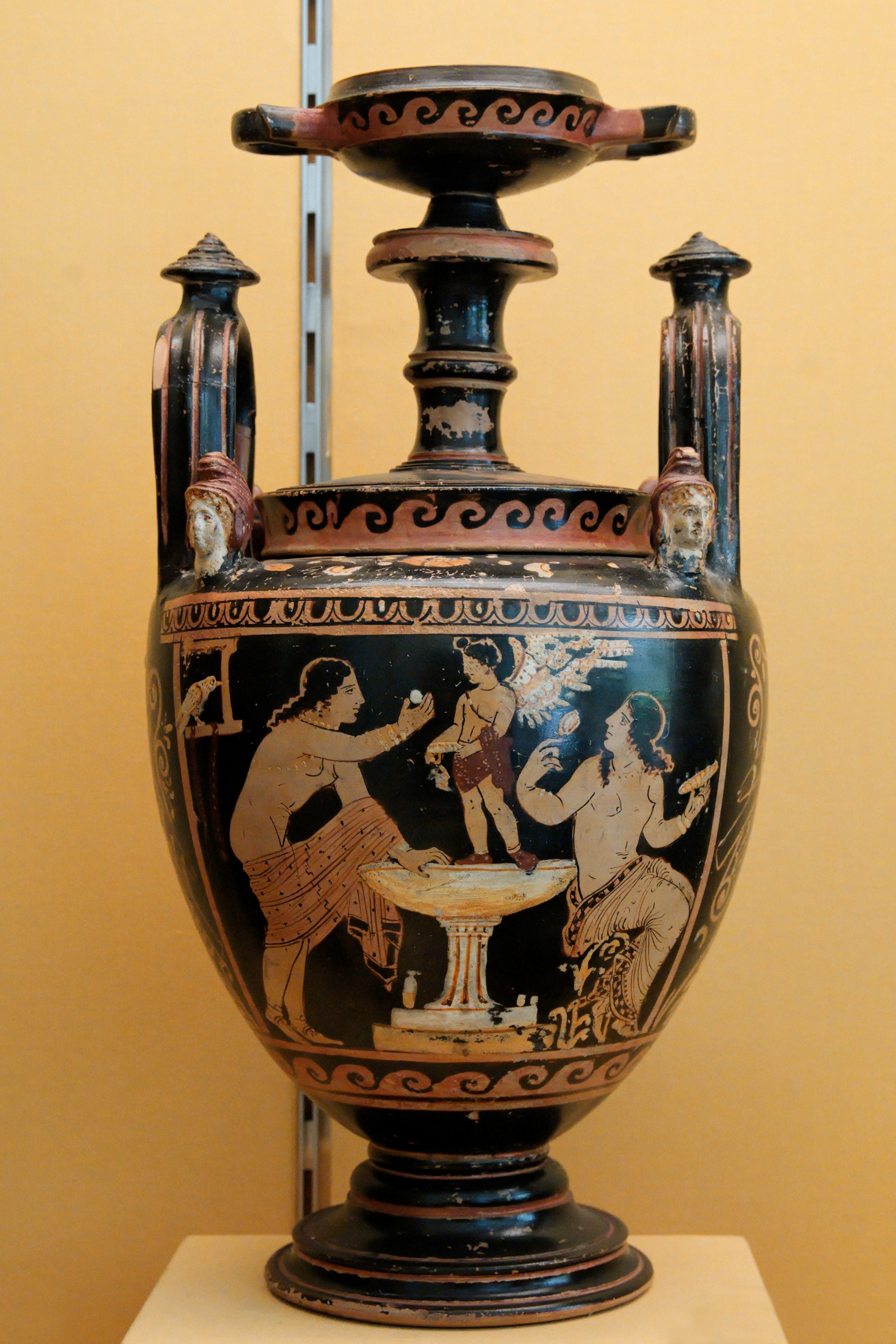
Весільний лебес, вазопицесь Астей, Національний археологічний музей Іспанії

Весільний лебес, також Лебес гамікос (лат. Lebes Gamikos) — давньогрецька посудина великого розміру і округлої форми, з довгою циліндричною шийкою і двома ручками. Лебес гамікос використовувався на весіллях і підносився у подарунок нареченим. Лебес гамікос також подавали в дар богам родючості. Крім того, їх часто знаходили у похованнях.